# Parque Nacional Nevado Tres Cruces
O Parque Nacional Nevado Tres Cruces é um parque nacional do Chile localizado na Região de Atacama. O parque divide-se em dois sectores, o da laguna Santa Rosa e do da laguna del Negro Francisco.